# Viola da gamba
La viola da gamba è un cordofono ad arco dotato di norma di sei o sette corde intonate per successione di quarte con una terza maggiore tra la terza e la quarta corda.
La variante più comune, a partire dal Rinascimento, è quella a sei corde. Nella seconda metà del XVII secolo in Francia assistiamo all'aggiunta di una settima corda, più grave (La basso), che secondo la tradizione va accreditata a Monsieur de Sainte Colombe. Questa variante tuttavia diventa predominante solo in Francia e non soppianta la viola a sei corde nel resto d'Europa. 

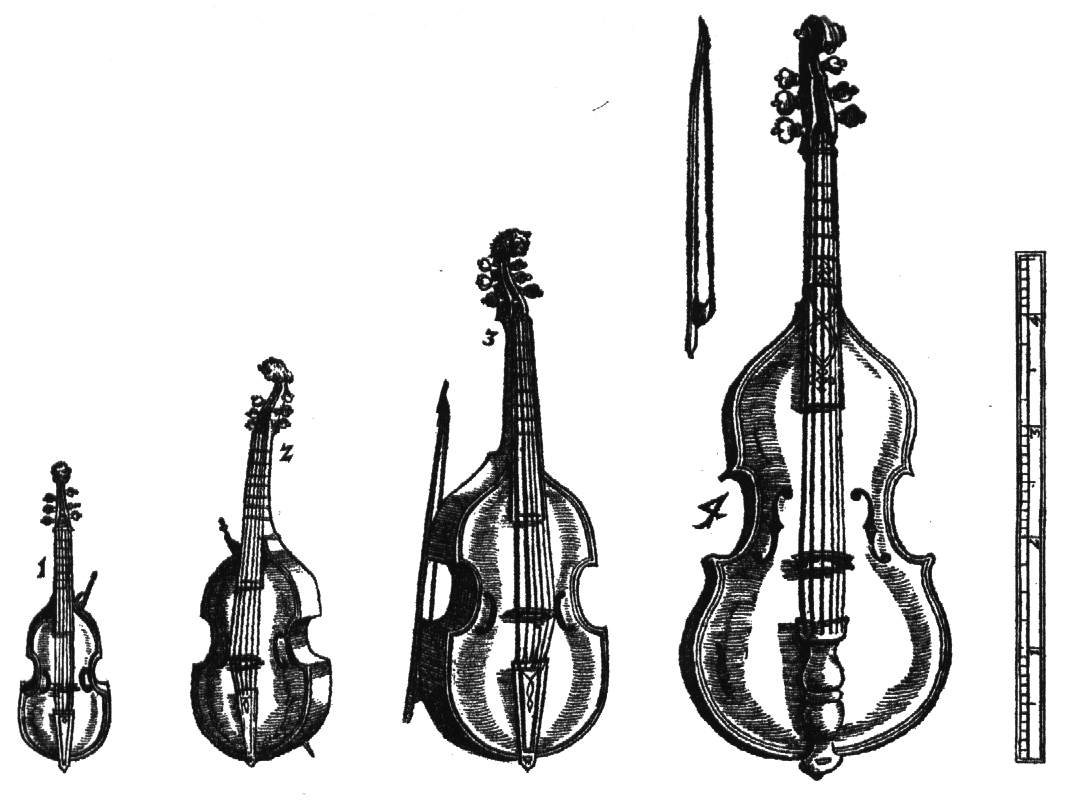
La famiglia della viola da gamba dal Syntagma musicum di Michael Praetorius

Ha indicate sulla tastiera le distanze intervallari di semitono attraverso la posizionatura trasversale di corde di budello animale (la cosiddetta tastatura), comunemente chiamati legacci. Le dimensioni o taglie reperibili - e, di conseguenza, le possibilità di estensione melodica - sono numerose, dalla viola soprano (la più piccola) al contrabbasso di viola (o violone), passando per la viola contralto, la tenore e la bassa (in ordine crescente di dimensioni, che ricalca i registri vocali). La viola da gamba più usata come strumento solistico è la viola da gamba basso.
Lo strumento musicale, in base alla sua taglia, è collocato sulle o tra le ginocchia; l'archetto, impugnato dal di sotto rispetto alla bacchetta, sfrega le corde con un fascio di crini di cavallo passati su apposita pece o colofonia.

## Storia

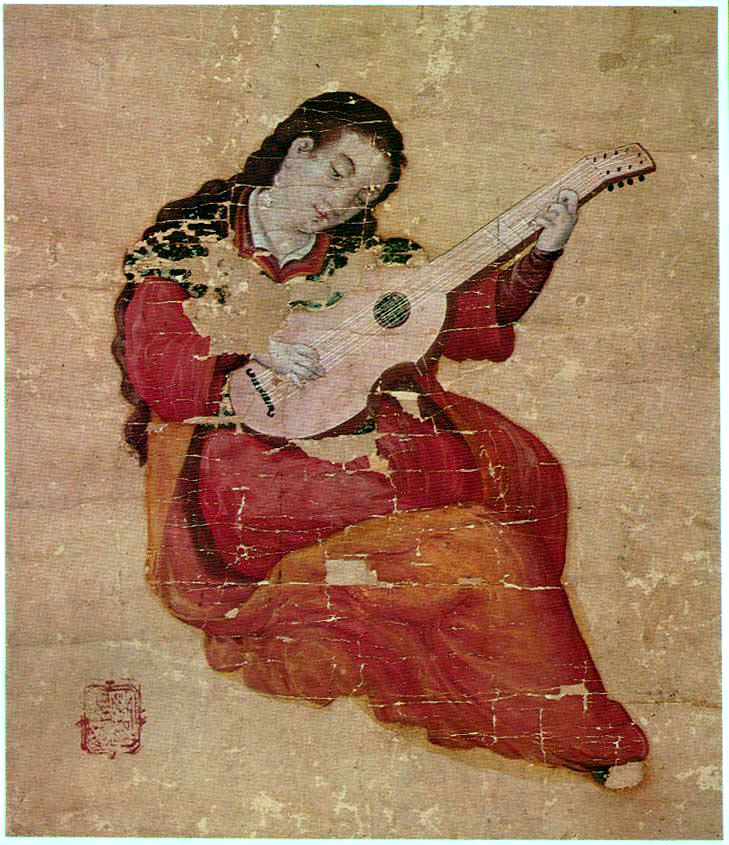
Dipinto della fine del XVI secolo di Hasegawa Nobukata di una donna che suona una viola de mano in stile italiano.

In Spagna la viola da gamba veniva detta vihuela de arco per distinguerla dalla vihuela de mano, pizzicata dalle dita e simile alla chitarra classica. Per la conoscenza della famiglia delle viole si segnala il trattato Regola Rubertina, diviso in due parti risalenti rispettivamente al 1542 e al 1543, opera di Silvestro Ganassi dal Fontego; di notevole importanza risulta anche il Tratado de glosas (1553) dello spagnolo Diego Ortiz, dedicato alla vihuela e ricco di informazioni sulla pratica dell'improvvisazione e dell'elaborazione. I principali compositori per viola da gamba annoverano Monsieur de Sainte Colombe, Marin Marais, Bach con le sue sonate per viola da gamba e clavicembalo, Telemann, Karl Friedrich Abel, Claude Gervaise, Marc-Antoine Charpentier, François Couperin, Antoine Forqueray, Girolamo Frescobaldi, Tobias Hume, Diego Ortiz e Henry Purcell.
Nella seconda metà del '900 gli interpreti più noti e autorevoli del repertorio musicale dedicato alla viola da gamba sono lo spagnolo Jordi Savall e il belga Wieland Kuijken, ai quali va riconosciuto il merito di aver portato tanto lo strumento quanto le musiche per esso composte a conoscenza del grande pubblico. Il film di Alain Corneau ambientato in Turenna racconta la storia del virtuoso della viola da gamba il giansenista Monsieur de Sainte Colombe che rifiuta di trasmettere i segreti della sua arte all'ambizioso Marin Marais. Caduto piuttosto in disuso fin dai tempi di Luigi XIV, il film Tutte le mattine del mondo rende di nuovo attuale lo strumento adorato dalle dame del XVI secolo e che offrirebbe, è stato scritto,  più libertà al musicista nel far vibrare la propria sensibilità rispetto al severo violoncello.

## Repertorio contemporaneo
Molti compositori contemporanei hanno scritto per viola da gamba. Tra essi, George Benjamin, Michael Nyman, Elvis Costello, Sir John Tavener, Orlando Gough, John Woolrich, Tan Dun, Alexander Goehr, Fabrice Fitch, Andrew Keeling, Thea Musgrave, Sally Beamish, Peter Sculthorpe, Gavin Bryars, Barrington Pheloung, Simon Bainbridge, Duncan Druce, Poul Ruders, Ivan Moody e Barry Guy. Palazzo Strozzi a Firenze ha commissionato al compositore Bruce Adolphe un lavoro basato su poemi di Agnolo Bronzino: il brano, "Of Art and Onions: Homage to Bronzino", ha una consistente parte dedicata alla viola da gamba. Jay Elfenbein ha scritto lavori per lo Yukimi Kambe Viol Consort, Les Voix Humaines, e Elliot Z. Levine. Tra gli altri compositori che hanno scritto per viola da gamba si ricordano Moondog, Kevin Volans, Roy Whelden, Toyohiko Satoh, Roman Turovsky, Giorgio Pacchioni, Michael Starke, Emily Doolittle, e Jan Goorissen. Il compositore Henry Vega ha scritto "Ssolo," eseguito da Karin Preslmayr, e "Slow slower" per flauto dritto, viola da gamba, clavicembalo e computer. Il Festival Aston Magna ha commissionato lavori per viola ai compositori Nico Muhly e Alex Burtzos. La compositrice contemporanea Carlotta Ferrari ha scritto due pezzi per viola: Le ombre segrete (2015) e Profondissimi affetti (2016); quest'ultimo brano si basa sulla grammatica modale RPS.

## Registro d'organo
Esiste anche un registro d'organo che imita il suono di questo strumento.

## Note

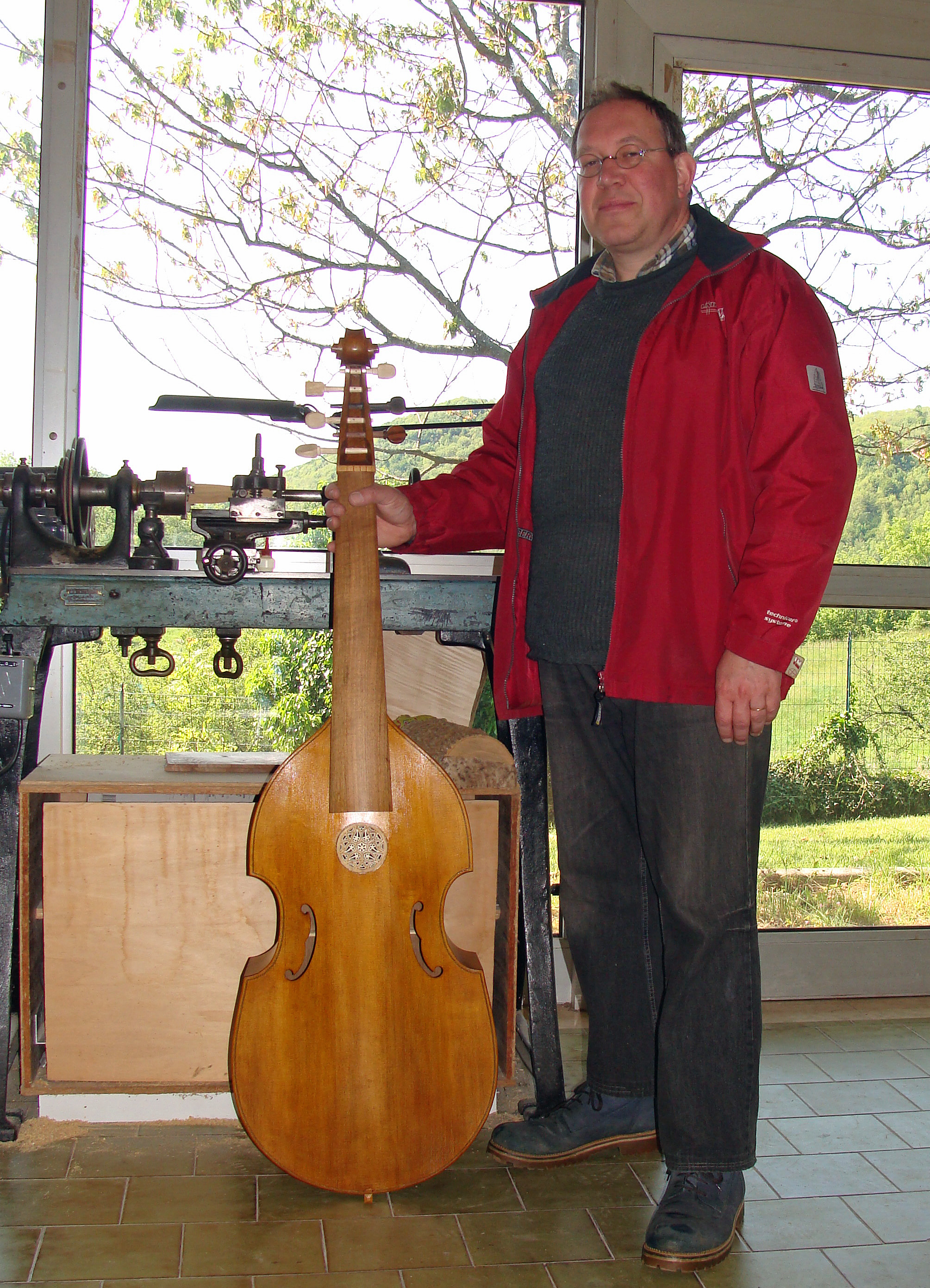
Una viola da gamba con il suo liutaio.